# Santa Apolonia (Zurbarán)
Santa Apolonia es un cuadro de Francisco de Zurbarán expuesto en el Museo del Louvre. Consta con el número 117 en el catálogo razonado y crítico, realizado por Odile Delenda, historiadora del arte especializada en este pintor. 

## Tema de la obra

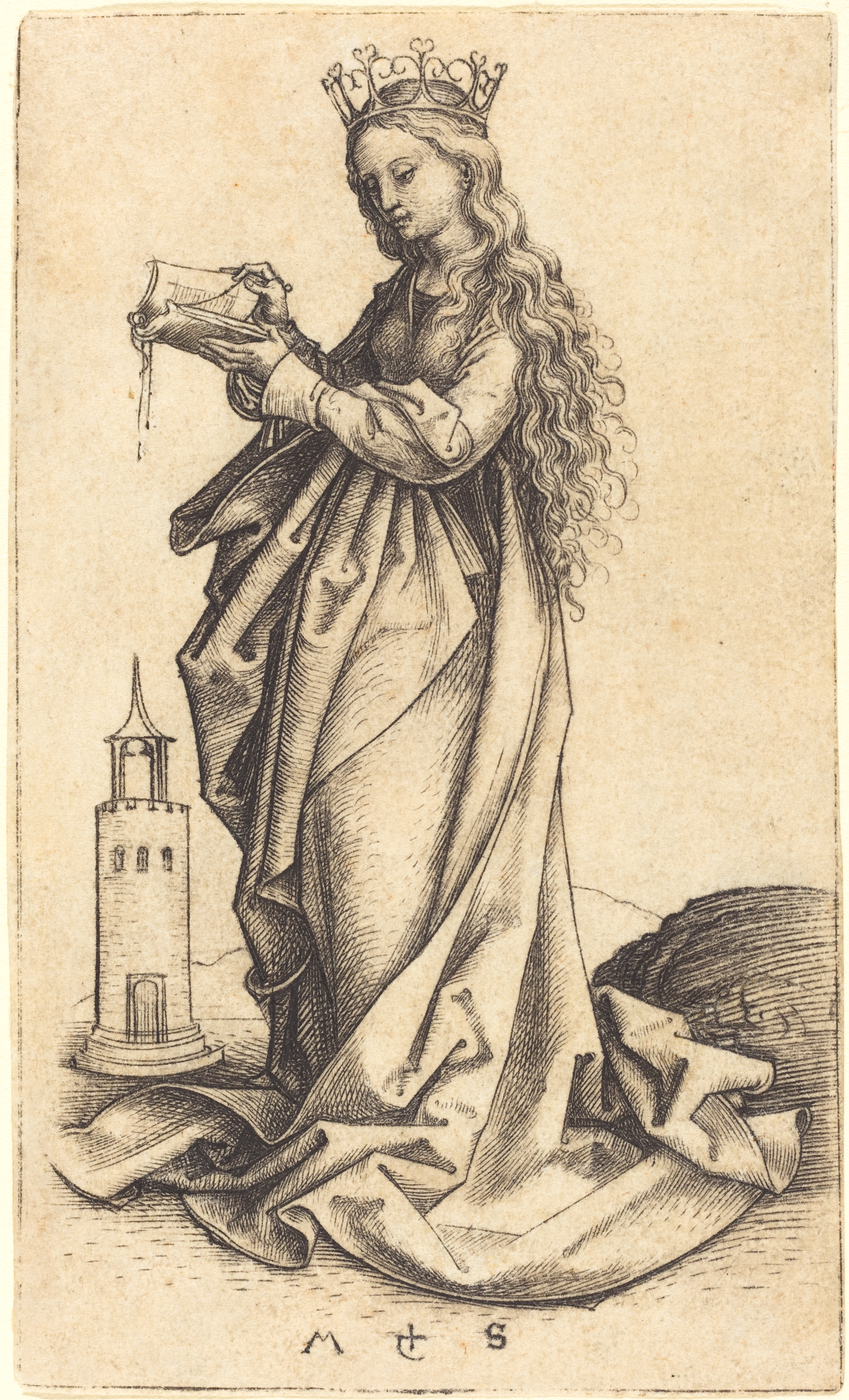
Grabado de Santa Bárbara, de Martín Schongauer, posible referencia para este lienzo de Zurbarán

Santa Apolonia de Alejandría murió en Alejandría (Egipto) hacia el 249, en tiempos del emperador Filipo el Árabe. A pesar de que era una época relativamente tranquila para los cristianos, surgió en Alejandría un personaje que clamaba contra ellos. Apolonia, mujer de edad ya madura, fue secuestrada, pretendiendo que blasfemara contra Jesucristo. Al no conseguirlo, le destrozaron los dientes. Después la amenazaron con arrojarla a una hoguera si no apostataba, pero ella misma se adelantó, entrando en las llamas donde finalmente murió. Los cristianos recogieron de entre las cenizas lo poco que quedaba de sus despojos. Los dientes fueron guardados como reliquias, y después distribuidos entre varias iglesias.

## Análisis de la obra
- París, Museo del Louvre (Número de inventario MI 724)[2]
- Pintura al óleo sobre lienzo;
- Dimensiones: 115 x 67 cm;[3]
- Datación: ca.1636-1640[4](1625-1650, según el museo);
- No está firmado. Inscripción abajo a la izquierda: S.POLO/NIA.

Zurbarán no representa a santa Apolonia como a una mujer madura, sino como a una joven, vista de cuerpo entero y de perfil, en actitud de caminar, que mira directa pero fugazmente al espectador. Lleva una corona de flores, y muestra en su mano derecha una tenaza con una muela —atributos de su martirio— así como la palma del martirio en su otra mano y apoyada sobre el hombro. Para este lienzo, Zurbarán tal vez se basó en algún grabado flamenco, como la Santa Bárbara de Martin Schongauer.
El rostro —de forma ovalada, grandes ojos negros, boca pequeña y mejillas sonrosadas— parece un ideal de belleza femenina. La ejecución de la indumentaria es realmente magistral, mostrando el colorido propio de Zurbarán después de su viaje a Madrid de 1634. La santa lleva un vestido con una larga falda de un hermoso color amarillo, con mangas del mismo color, atado con una faja de tela blanca, que forma un gran lazo de largos faldones. Encima lleva una sobre-túnica malvarrosa tornasolada, y un largo manto de seda verde, atado sobre su pecho con otro gran lazo.
Originalmente rematado en medio punto, aunque posiblemente ya en el siglo XIX se le dio formato rectangular, el lienzo procede con toda probabilidad del retablo mayor de la iglesia del convento de la Merced Descalza de Sevilla, donde lo menciona Antonio Ponz formando pareja con la Santa Lucía del musée des beaux-arts de Chartres.

## Procedencia
1. Iglesia de San José (Sevilla);
2. Depositado, por orden de José Bonaparte (rey de España entre 1808 y 1813) en el Alcázar de Sevilla, en 1810;
3. Requisado por el mariscal Soult, durante el expolio napoleónico en España, antes de 1812;
4. Llevado a Francia, a su residencia particular, calle de la Universidad de París;
5. Vendido en París, 19 de mayo de 1852, n°32. (De Mornay, según una anotación en el catálogo de venta);
6. Marquesa de Mornay, hija de Soult;
7. Venta de los herederos del mariscal Soult, antes de la demolición de su anterior residencia, en 1868 (París 17 de abril de 1867, n°5)
8. Comprado en esta venta por el Museo del Louvre.[3]